# Kawaii
Kawaii (Japansk かわいい, direkte oversat til elskværdig, nuttet, kærlig) er "nuttetheden" i japansk kultur. Kawaii beskriver oftest en stil (tegnestil, tøjstil, talemåde etc.), der bruges, og som primært er til for at være nuttet.
Tendensen er let at se i fx japanske tegnefilm, Harajuku-mode og flere japanske talemåder. 
Kawaii er også blevet relativt populært i vesten, og kan også let ses i det danske samfund, når man dykker ned i subkulturerne.
| Anime eller manga | Spire Denne artikel om en anime og/eller manga er en spire som bør udbygges. Du er velkommen til at hjælpe Wikipedia ved at udvide den. |